# Derek Warwick
Derek Stanley Arthur Warwick (* 27. August 1954 in Alresford, Hampshire) ist ein ehemaliger britischer Automobilrennfahrer und Motorsport-Kommentator.
Am Beginn seiner Motorsportkarriere handelte die Fachpresse Warwick als einen sicheren Kandidaten, der ebenso wie Nigel Mansell den Durchbruch in der höchsten Formel-Rennklasse, der Formel 1 schaffen würde. Er erreichte vier Podestplätze in der Königsklasse des Motorsports und gewann 1992 das 24-Stunden-Rennen von Le Mans.

## Anfänge im Motorsport
Als Sohn eines Herstellers von landwirtschaftlichen Nutzanhängern in Hampshire geboren, finanziell unterstützt von den Eltern und dem Onkel, der die Firma begründet hatte, waren Warwicks erste Schritte im Rennsport vielversprechend. Bereits als Jugendlicher hatte er mehrere Stock-Car-Rennen auf naturbelassenen Ovalrennkursen gewonnen. Da er diese Erfolge in der nationalen Formel Ford wiederholen konnte, wechselte er 1978 in die Britische Formel-3-Meisterschaft. Obwohl er immer noch lediglich von der Familie gefördert wurde, besaß er konkurrenzfähiges Material und konnte die nationale Formel-3-Meisterschaft gegen den späteren Formel-1-Weltmeister Nelson Piquet gewinnen.

## Formel 1 und Sportwagenrennen

### Formel-Einstieg mit Toleman
Bei der Weichenstellung in die Formel 1 versuchte sich Warwick zunächst in der Formel 2, wo sich sein Weg erstmals mit dem Rennstall des britischen Transport- bzw. Speditionsunternehmers Ted Toleman kreuzte.
1980 fuhr Warwick für Toleman in der Formel-2-Europameisterschaft. Hier war er indirekt am Tod Markus Höttingers beteiligt. Beim zweiten Rennen der Saison auf dem Hockenheimring erlitt Warwick in der vierten Rennrunde einen Unfall. Ein Rad seines Toleman TG280 löste sich, sprang auf die Piste und erschlug Höttinger, als dieser im Maurer kurze Zeit später die Unfallstelle passierte.
Dank des ambitionierten Teams, das mit dem innovationsfreudigen Motoringenieur Brian Hart zusammenarbeitete, schaffte Warwick 1981 mit seinem Teamkollegen Brian Henton beim Grand Prix von San Marino in Imola den Einstieg in die Königsklasse. Der von Rory Byrne entwickelte TG181 war jedoch schwierig zu beherrschen und der Reihenvierzylinder verfügte über rund 60 PS weniger als die anderen Turbomotoren. Setzte die volle Leistung schließlich ein, so war sie kaum zu beherrschen und grundsätzlich war der Motor zu defektanfällig. In den Zeiten der Vorqualifikation zahlte das Team, die Ingenieure und vor allen Dingen die Piloten dank der mangelnden Erfahrung erhebliches Lehrgeld. Angesichts des mit 36 gemeldeten Teilnehmern großen Fahrerfeldes und der Defekte gelang es Warwick lediglich sich beim letzten Saisonrennen in Las Vegas zum Grand-Prix zu qualifizieren. Dort musste er jedoch nach 43 Runden mit einem Getriebedefekt aufgeben. Als Ironie des Schicksals gewann Piquet in jenem Jahr mit einem Brabham-Ford-Cosworth die Fahrerweltmeisterschaft mit einem konventionellen Saugmotor.
In den Saisons 1982 und 1983 blieb Warwick weiterhin dem Team treu verbunden. Der Toleman TG183B zeigte sich nun etwas verbessert, obwohl das klobige Design seine mitunter brachial einsetzende Motorleistung nur noch markanter machte. Außer Achtungserfolgen mit sehr schnellen Runden und guten Startplatzierungen war für ihn mit dem Toleman nichts zu erreichen. Dennoch, sein unerschütterlicher Optimismus, Einsatzwille und steter Humor bestätigte seine Förderer. Mit neun Punkten und dem 14. Rang im Gesamtklassement hatte er außerdem seinen Teamkollegen Bruno Giacomelli sicher im Griff gehabt.

### Wechsel zu Renault

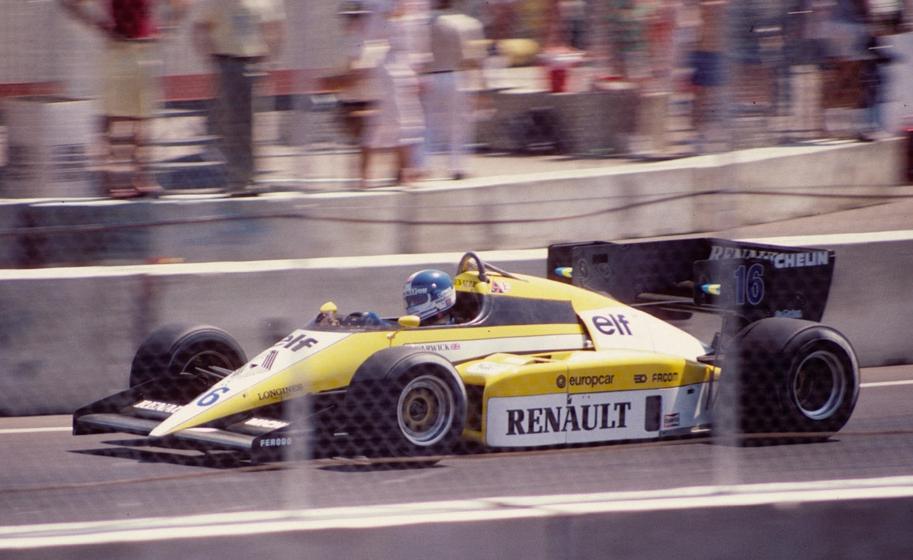
Warwick im Renault RE50 beim Grand Prix in Dallas 1984

Als Warwick zur Formel-1-Weltmeisterschaft 1984 zur damaligen Equipe Renault Elf wechselte, um damit immerhin Alain Prost zu ersetzen und Patrick Tambay zu verstärken, sahen viele Rennsportjournalisten das als Karriereschub und Sieggarantie an. Doch war auch der Renault RE50 ein kapriziöser Monoposto, der die Schwächen seines Chassis und der Technik mit der enormen Motorleistung, aber eben nicht mit Standfestigkeit kompensierte.
Im Rückblick sollte diese Saison jedoch eine von Warwicks besten werden, da er beim Grand Prix von Südafrika in Kyalami als Dritter erstmals auf dem Podium stand. Beim Großen Preis von Belgien in Zolder kam er mit dem zweiten Rang einem Sieg sogar nahe. Doch fünf technisch bedingte Ausfälle in den nächsten Rennen nach ermutigenden Startplätzen holten ihn in die Realität zurück. Bei seinem Heimgrandprix in Brands Hatch erreichte er zwar erneut einen zweiten Platz und auf dem Hockenheimring buchte er ebenfalls einen dritten Rang, aber vier weitere Ausfälle und eine Platzierung im Mittelfeld waren nicht das, was er von sich selbst erwartete. Mit 23 Punkten fand sich Warwick jedoch immerhin auf dem siebenten Rang des Gesamtklassements wieder. Aber es war bezeichnend, dass Renault (34 Punkte) ausgerechnet in der Konstrukteurswertung auf den fünften Platz und damit sogar hinter sein Kundenteam Lotus zurückgefallen war, welches mit 47 Punkten den dritten Rang erreicht hatte.
Die nächste Saison bei Renault verlief sogar noch ernüchternder. Lediglich magere fünf Punkte konnte Warwick sammeln, das Team rutschte mit ihm, Patrick Tambay und später Philippe Streiff endgültig ins Mittelfeld ab. Renault stellte am Ende des Jahres schließlich den Rennbetrieb ein.

### Brabham
An Warwicks Siegeswillen hatte sich weiterhin nichts geändert, aber inzwischen zeigten sich bei ihm bereits graue Haarsträhnen an der Schläfe und so wechselte er zu Brabham, wo er sich nach dem tödlichen Trainingsunfall von Stammfahrer Elio de Angelis in Le Castellet an der Seite von Riccardo Patrese für die Formel-1-Weltmeisterschaft 1986 dank BMW-Turbo mehr erhoffte. Doch die zur Sparformel umdefinierte Regelordnung belohnte den sparsamsten Motor und so konnte nur sein Teamkollege magere zwei Punkte sammeln. Abgesehen davon war der letzte von Gordon Murray gebaute Brabham BT55, die „Flunder“, ein echter Flop.
Eigentlich sollte Warwick 1986 im Lotus-Renault neben Ayrton Senna fahren. Doch der brasilianische Shooting-Star sprach sich vehement gegen einen zweiten Spitzenpiloten aus, weil er damit die Ressourcen seines Rennstalls überfordert und seine Titelambitionen geschmälert sah. Stattdessen ging das zweite Lotus-Cockpit mit Johnny Dumfries an einen vermögenden Paydriver.

### Arrows, Lotus und der 1. Rücktritt
Sein Wechsel zu Arrows zur Saison 1987 sorgte für ein kurzes Zwischenhoch. Auch dieser Wagen wurde eigentlich von einem BMW-Motor angetrieben, doch dank eines US-Sponsors hieß dieses Aggregat hier Megatron. Drei Punkte und der 16. Rang in der Fahrer-WM zeigten zumindest eine aufstrebende Form. Die Formel-1-Weltmeisterschaft 1988 war dann auch der Glanzpunkt bei Arrows, da das Chassis von Alan Jenkins zu dessen besten Entwürfen zählte. 17 Punkte und der 7. Rang im Endklassement mit dem punktgleichen Ivan Capelli waren angesichts der finanziellen Möglichkeiten des Teams beachtlich. Warwick konnte auch seinen Teamkollegen Eddie Cheever deutlich in den Schatten stellen, der lediglich sechs WM-Punkte erzielt hatte, dafür allerdings mit einem dritten Platz beim Großen Preis von Italien die einzige Podiumsplatzierung des Teams in dieser Saison verbuchen konnte. Auch in der Folgesaison blieb Warwick dem Team verbunden, zeigte stets höchsten Einsatz, ohne jedoch mit dem Mittelklasseteam Spitzenerfolge verzeichnen zu können. Warwick verbuchte Zielankünfte in den Punkterängen bei fünf Rennen und trug damit sieben von 13 Punkten des Teams bei, aber erneut war es Cheever, der sich beim Heimrennen in Phoenix auf dem Podium platzieren konnte.
Sein Wechsel zu Lotus-Lamborghini war ebenfalls nicht von Erfolg gekrönt. Das einstige Spitzenteam besaß weder ein modernes Chassis noch lag der Motor im Gewichtslimit. Der schwere Unfall seines Teamkollegen Martin Donnelly zeigte zudem die Instabilität des Monocoques, das dabei auseinandergerissen wurde und den Fahrer am Sitz angeschnallt im Freien liegen ließ. Zuvor hatte auch Warwick einen spektakulären Unfall erlitten, als sein Wagen in der ersten Runde des Rennens in Monza in der Parabolica-Kurve von der Strecke abkam, in die Begrenzung prallte, sich überschlug und kopfüber liegen blieb. Er konnte sich aber eigenhändig aus dem Wrack befreien und im Ersatzfahrzeug unverletzt zum Neustart antreten. Warwick erzielte zudem die einzigen drei Punkte des Teams und hatte damit zumindest sein altes Team hinter sich gelassen, dessen Fahrer Alex Caffi lediglich in Monaco auf Platz 5 ins Ziel kam.
Der mittlerweile 36-Jährige verkündete daraufhin erstmals seinen Rücktritt aus der Formel 1, um sich nun auf die Sportwagen-Weltmeisterschaft für 1991 mit Jaguar zu konzentrieren. In eben jenem Jahr starb sein Bruder Paul bei einem Rennunfall.

### Sportwagenweltmeister

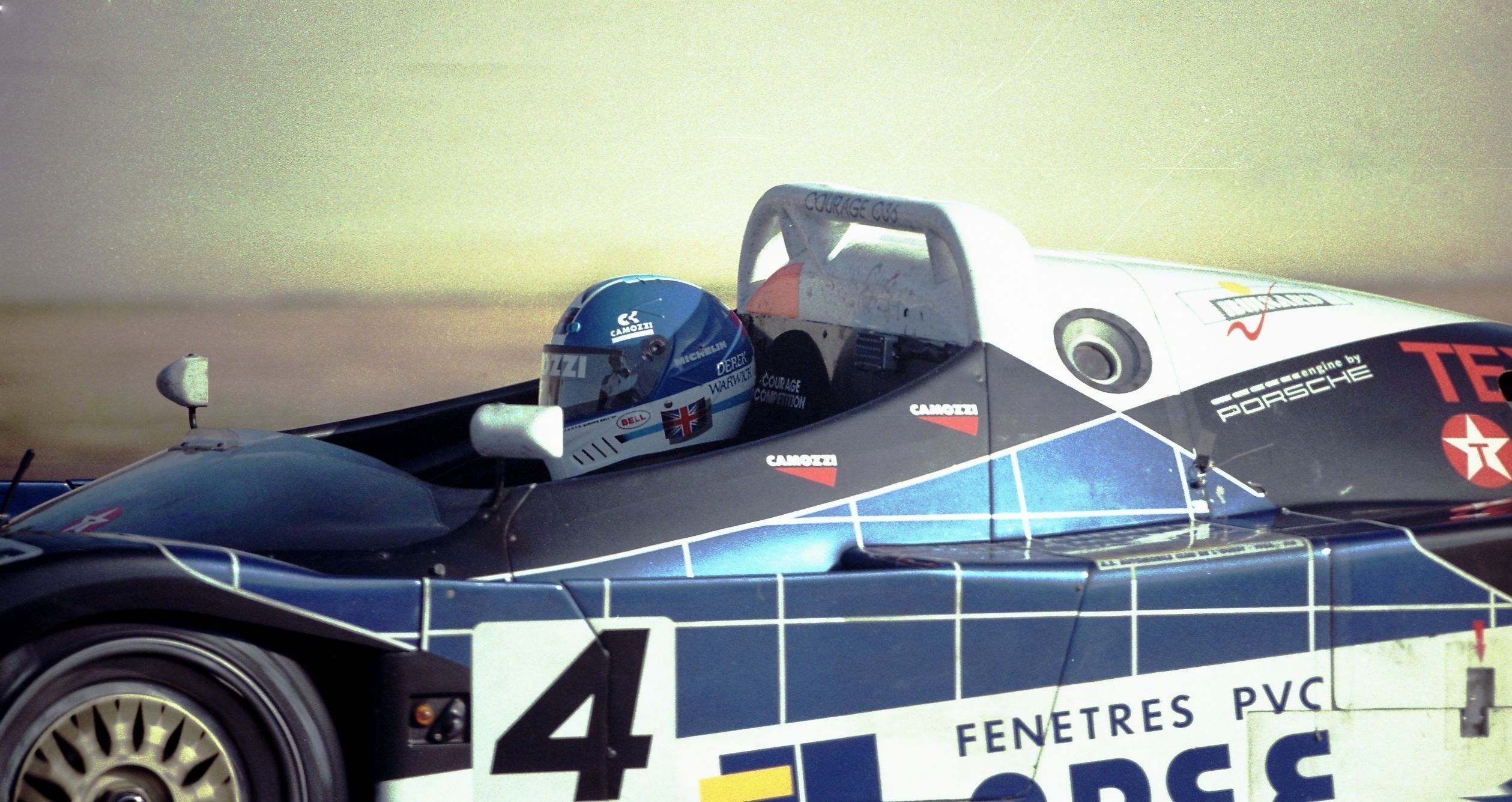
Derek Warwick im Courage C36 beim 24-Stunden-Rennen von Le Mans 1996

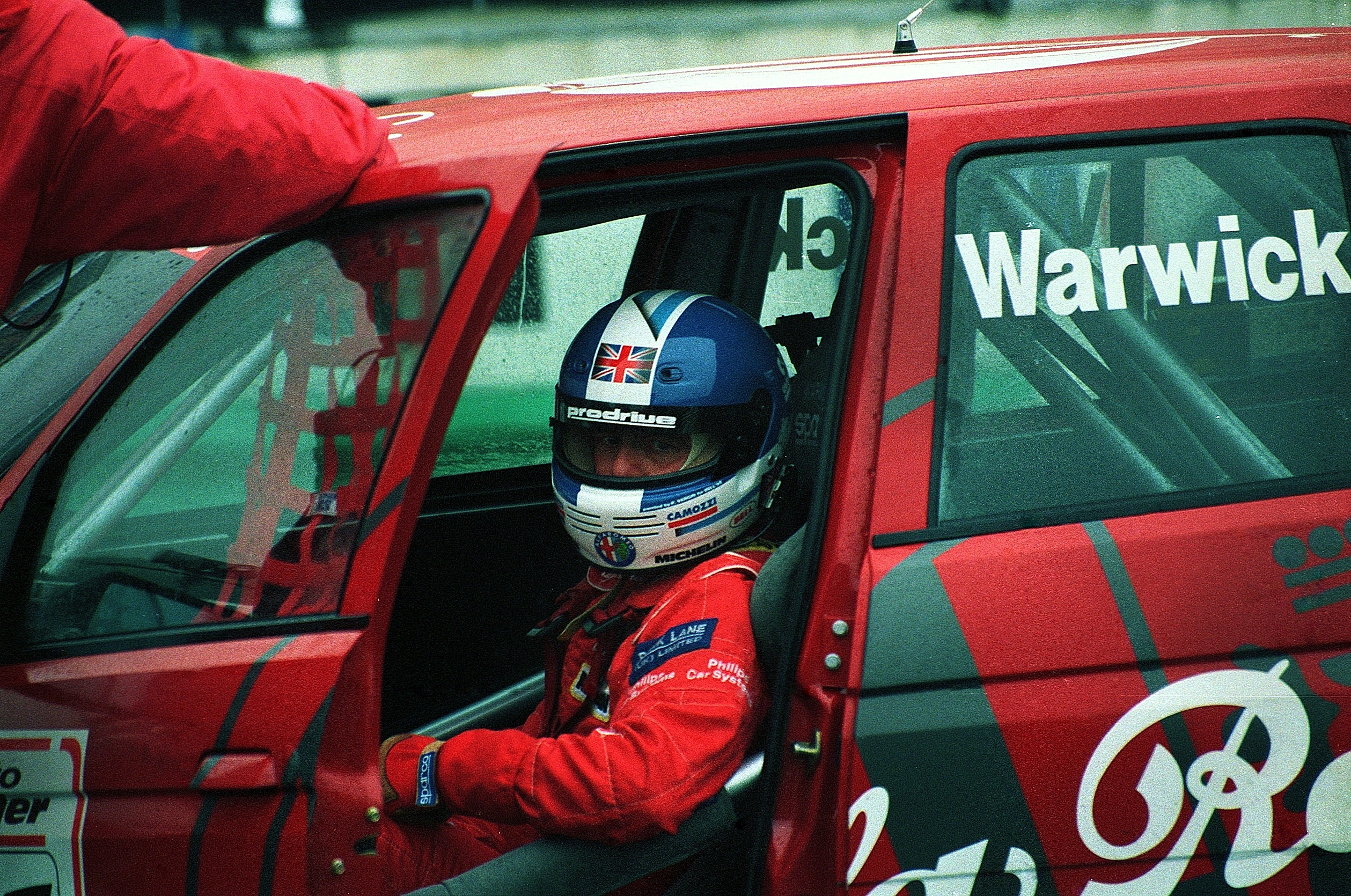
Derek Warwick am Steuer eines Alfa Romeo 155TS, bei einem Rennen zur britischen Tourenwagen-Meisterschaft 1995 in Brands Hatch

1992 wechselte Warwick zum von Jean Todt generalstabsmäßig geführten Peugeot-Team, wo er als führender Fahrer mit Yannick Dalmas und Mark Blundell das 24-Stunden-Rennen von Le Mans gewinnen konnte. Auch die Sportwagenweltmeisterschaft konnten Dalmas und er in jenem Jahr für sich verbuchen.

### Comeback und allmählicher Abschied vom aktiven Rennsport
Für die Formel-1-Weltmeisterschaft 1993 feierte er ein unerwartetes Comeback bei seinem alten Rennstall Arrows, das nun unter dem Namen des Hauptsponsors, des Felgenherstellers Footwork, firmierte. Im Heck des Wagens arbeitete immerhin ein Mugen-Honda und der Chassisentwurf von Designer Alan Jenkins war grundsolide. Doch als Hinterbänkler hatte man gegen die Topteams kaum eine Chance. Warwick hatte während der Saison einige haarsträubend aussehende Unfälle, die er jedoch alle unverletzt überstand. Als nach einem unverschuldeten Überschlag im Kiesbett der Rennarzt einen Kieselstein in seinem Ohr fand, witzelte Warwick in seiner bekannten Weise, dass dieser wohl noch von seinem Unfall zwei Rennen zuvor übrig geblieben sei. Mit einem vierten Platz am Hungaroring ließ er noch einmal seine Klasse aufblitzen und verabschiedete sich mit vier Punkten und dem 15. Tabellenrang aus der Formel 1.
Danach fuhr Warwick einige Jahre in der British Touring Car Championship, wo er 1998 bei einem wechselvollen Regenrennen in Knockhill gewinnen konnte und als Mitbegründer des 888-Teams auftrat, das Vauxhall Astras zum Einsatz brachte.
2005 konnte Warwick es wie einige andere Altmeister des Rennsports (Nigel Mansell, Riccardo Patrese, Hans-Joachim Stuck, Christian Danner und andere) nicht lassen und beteiligte sich ebenfalls an der so genannten Grand-Prix-Masters-Serie.

## Würdigung
Auch nach seinem Rückzug aus dem aktiven Motorsport blieb Warwick demselben als Kommentator und Journalist verbunden. Der erklärte Familienmensch lebt mit seiner Frau Rhonda und den Töchtern Marie und Kerry auf der Kanalinsel Jersey.
Von seinen Fahrerkollegen allseits auch weiterhin aufgrund seiner möglichst objektiven Rennberichterstattung geschätzt, gilt er vor allem im englischen Sprachraum als einer der herausragendsten Formel-1-Protagonisten, der trotz bestehenden fahrerischen Potenzials niemals einen Sieg einfahren konnte. Bei 147-Grand-Prix-Starts erzielte Warwick 71 Punkte, vier Podiumsplatzierungen (zwei zweite und dritte Plätze), zwei schnellste Rennrunden und 16 Führungsrunden in zwei Rennen.

## Statistik

### Le-Mans-Ergebnisse
| Jahr | Team                  | Fahrzeug           | Teamkollege      | Teamkollege          | Platzierung | Ausfallgrund       |
| ---- | --------------------- | ------------------ | ---------------- | -------------------- | ----------- | ------------------ |
| 1983 | Porsche Kremer Racing | Kremer CK5         | Patrick Gaillard | Frank Jelinski       | Ausfall     | Zylinder überhitzt |
| 1986 | Silk Cut Jaguar       | Jaguar XJR-6       | Eddie Cheever    | Jean-Louis Schlesser | Ausfall     | Aufhängung         |
| 1991 | Silk Cut Jaguar       | Jaguar XJR-12      | Andy Wallace     | John Nielsen         | Rang 4      |                    |
| 1992 | Peugeot Total Sport   | Peugeot 905 Evo 1B | Yannick Dalmas   | Mark Blundell        | Gesamtsieg  |                    |
| 1996 | Courage Compétition   | Courage C36        | Jan Lammers      | Mario Andretti       | Rang 13     |                    |

### Einzelergebnisse in der Sportwagen-Weltmeisterschaft
| Saison | Team          | Rennwagen              | 1   | 2   | 3   | 4   | 5   | 6   | 7   | 8   | 9   |
| ------ | ------------- | ---------------------- | --- | --- | --- | --- | --- | --- | --- | --- | --- |
| 1983   | Kremer Racing | Kremer CK5 Porsche 956 | MON | SIL | NÜR | LEM | SPA | FUJ | KYA |     |     |
| 1983   | Kremer Racing | Kremer CK5 Porsche 956 |     |     |     | DNF | DNF |     |     |     |     |
| 1986   | Jaguar        | Jaguar XJR-6           | MON | SIL | LEM | NÜN | BRH | JER | NÜR | SPA | FUJ |
| 1986   | Jaguar        | Jaguar XJR-6           | DNF | 1   | DNF | 3   | 4   | 3   | DNF | 2   | 3   |
| 1991   | Jaguar        | Jaguar XJR-14          | SUZ | MON | SIL | LEM | NÜR | MAG | MEX | AUT |     |
| 1991   | Jaguar        | Jaguar XJR-14          | DNF | 1   | 1   | 4   | 1   | 5   | 6   | 2   |     |
| 1992   | Peugeot Sport | Peugeot 905            | MON | SIL | LEM | DON | SUZ | MAG |     |     |     |
| 1992   | Peugeot Sport | Peugeot 905            | 2   | 1   | 1   | 2   | 1   | 5   |     |     |     |